# Arbeitsgemeinschaft für Sportpsychologie in Deutschland
Die Arbeitsgemeinschaft für Sportpsychologie in Deutschland (Eigenschreibweise: asp) ist die Vertretung von Sportpsychologinnen und Sportpsychologen in Deutschland.

## Organisation
Dem Verein gehören 585 Mitglieder (Stand: Oktober 2024) an. Es wird eine jährliche asp-Tagung zu unterschiedlichen Themen der Sportpsychologie an wechselnden Uni-Standorten an Himmelfahrt durchgeführt. Präsident ist Oliver Stoll. Die asp wurde am 8. Oktober 1969 von 23 Leibeserziehern und Psychologen an der Universität Münster gegründet.
Die Arbeitsgemeinschaft für Sportpsychologie vertritt die Interessen der Sportpsychologie im universitären und im außeruniversitären Bereich. Ziel der Gesellschaft ist die Förderung und Weiterentwicklung der Sportpsychologie in Forschung, Lehre und in den Anwendungsfeldern des Leistungs-, Breiten-, Schul- und Gesundheitssports. Dies erfolgt zum Beispiel durch:
- Anregung und fachliche Unterstützung sportpsychologischer Forschung, Lehre und Anwendung sowie Stellungnahme zu entsprechenden Fragen
- Förderung des Informationsaustausches über sportpsychologische Erkenntnisse und Verfahren, insbesondere im Rahmen wissenschaftlicher Tagungen und Veröffentlichungen
- Verbreitung von Nachrichten aus dem Fachgebiet sowie Information der Öffentlichkeit
- Förderung des wissenschaftlichen Nachwuchses insbesondere durch Fortbildungsmaßnahmen
- Vertretung der Belange der Sportpsychologie im nationalen und internationalen Rahmen
- Betreuung der asp-Expert*innendatenbank Leistungssport (seit 2024)

Das Organ der asp ist das Journal of Applied Sport and Exercise Psychology (JASEP), Zeitschrift für Sportpsychologie (bis 2023) (Hogrefe Verlag).
Der Verein ist Mitglied der Fédération Européenne des Sports et des Activités Corporelles (FEPSAC), der europäischen Sportpsychologie-Vertretung und der International Society of Sport Psychology. Zudem ist die asp Teil der Deutschen Vereinigung für Sportwissenschaft.